# Oscar López Ruiz
Pour les articles homonymes, voir López et Ruiz.
Oscar López Ruiz (né le 21 mars 1938 à La Plata, mort le 24 décembre 2021 à Buenos Aires) était un guitariste, compositeur, arrangeur et producteur de disques argentin.

## Biographie
Né à La Plata, López Ruiz étudie la guitare avec Antonio Sinópoli et León Vicente Gascónade, et fait ses débuts professionnels officiels en 1954, jouant de la guitare électrique dans l'orchestre Tony-Armand. Après avoir fait partie de l'ensemble Los Cinco Latinos, il rejoint en 1961 l'ensemble Quinteto Nuevo Tango d'Astor Piazzolla (dans lequel il remplace  Horacio Malvicino), puis fait partie d'autres ensembles de Piazzolla tels que Conjunto 9 et l'Octeto Astor Piazzolla,. Il est le partenaire pendant 54 ans de la chanteuse Donna Caroll, avec laquelle il collabore souvent sur scène et dans les enregistrements,. Il a également collaboré avec Gato Barbieri, Oscar Alemán, Dino Saluzzi, Eladia Blázquez, Lalo Schifrin, Leopoldo Federico, Sergio Mihanovich,.
López Ruiz a composé plusieurs bandes originales pour des films, des pièces de théâtre et des revues, et entre 1967 et 1969, il a été directeur du label de jazz Trova, avec lequel il a produit des albums de Piazzolla, Mono Villegas et Horacio Ferrer, entre autres,. Il meurt à l'âge de 83 ans d'une septicémie. Son frère Jorge López Ruiz (es) était contrebassiste, compositeur et arrangeur,.
López Ruiz a écrit un livre sur ses expériences avec Piazzolla ; il est intitulé Piazzolla, loco, loco, loco, loco : 25 años de laburo y jodas conviviendo con un genio.

## Musique de film
López Ruiz a écrit la musique de nombreux films, notamment :
- Moi d'abord (1964)
- L'Enfant du lundi (1967)